# 한틸리 1세

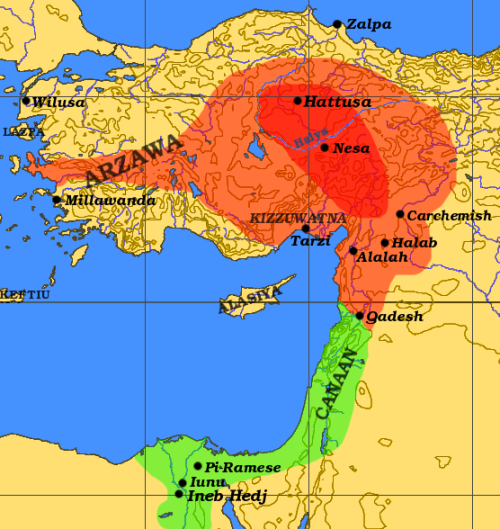

한틸리 1세는 히타이트(고왕국) 왕(제위 1590~1560년경)으로 30년간 다스렸다.
| 전임 무르실리 1세 | 제3대 히타이트 왕 기원전 1590- 기원전 1560 | 후임 지단타 1세 |